# Chris Hughton
Christopher Gerard William "Chris" Hughton, född den 11 december 1958 i Forest Gate i London i Storbritannien, är en irländsk professionell fotbollstränare och före detta -spelare. I sin karriär som fotbollsspelare, vilken han avslutade 1993, spelade han för klubbar som Tottenham Hotspur, West Ham United och Brentford. Han har även spelat för irländska landslaget. 

## Tränarkarriär
Hughton blev efter sin aktiva karriär tränare och var huvudtränare för Newcastle United från 2008 till 2010. Från den 22 juni 2011 till juni 2012 var Hughton tränare för Birmingham City, då han lämnade för Norwich City.
2014 tog Hughton över som tränare för Brighton & Hove Albion. Den 13 maj 2019 blev han avskedad av klubben. Den 6 oktober 2020 blev Hughton anställd som ny tränare i Nottingham Forest efter att Sabri Lamouchi blivit avskedad tidigare under dagen. Den 16 september 2021 blev Hughton avskedad från Nottingham Forest efter att klubben endast tagit en poäng på säsongens första sju matcher. Det var Nottingham Forests sämsta start på en säsong sedan 1913.